# Laeospira beneti
Laeospira beneti är en ringmaskart som först beskrevs av Marion 1879.  Laeospira beneti ingår i släktet Laeospira och familjen Serpulidae. Inga underarter finns listade i Catalogue of Life.